# Frances Houghton
Frances Julia Houghton (Oxford, 19 de setembro de 1980) é uma remadora britânica, medalhista olímpica.

## Carreira
Houghton competiu nos Jogos Olímpicos de 2000, 2004, 2008, 2012 e 2016. Em sua primeira aparição, em Sydney, disputou o skiff duplo ao lado de Sarah Winckless, terminando na nona colocação geral. Em Atenas 2004 e Pequim 2008 integrou a equipe da Grã-Bretanha do skiff quádruplo e conquistou a medalha de prata em ambas as oportunidades. Após ficar fora do pódio ainda competindo no skiff quádruplo em Londres 2012 (sexto lugar), fez parte da equipe britânica no oito com e obteve sua terceira prata olímpica.